# Greifenlöwe

Wiedergeltingen Greifenlöwe in Rot wachsend

Der Greifenlöwe ist in der Heraldik eine gemeine Figur und ein Wappentier.
Dargestellt wird ein Mischtier aus dem Oberkörper eines Greifen ohne Flügel und dem Unterkörper eines Löwen. Ausnahme: Geflügelt sind die Figuren in lettischen Wappen von Vidzeme und Lettgallen und die Darstellungen auf den 2-Euro-Gedenkmünzen 2016 und 2017 zu Ehren dieser Regionen.
Die heraldische Tingierung kann in einer Farbe ausgeführt oder für jedes Figurenteil anders gefärbt sein. Krallen, Schnabel, Zunge und Vogelbeine können anders als das Mischwesen gefärbt sein, da diese Teile als Bewehrung in der Heraldik gelten. Bekannt ist das Wappentier in der Heraldik schon seit dem 12. Jahrhundert.
Auf verschiedenen ostgriechischen Wandfriesen aus dem Jahr 7. Jahrhundert vor Christi ist der Greifenlöwe laufend und mit Flügeln dargestellt.

## Beispiele

Wachsender und golden bewehrter Greifenlöwe über der Basilika von Altenstadt (Oberbayern)
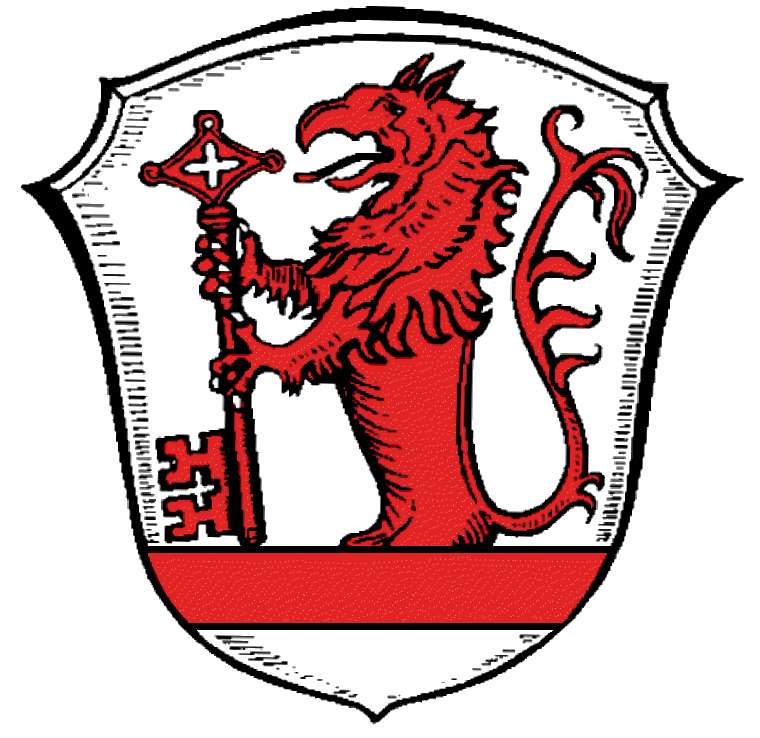
Über von Rot und Silber geteiltem Schildfuß in Silber ein wachsender roter Greifenlöwe, der mit beiden Tatzen einen roten Schlüssel hält (Wappen von Erpfting)
Wappen Landkreis Garmisch-Partenkirchen mit einem vorne links gewendeten roten Greifenlöwen
Hinten ein silberner Greifenlöwe im Wappen von Ingenried
Hinten ein linksgewendeter goldener Greifenlöwe im Wappen von Jengen
Vorne ein aufrechter roter Greifenlöwe im Wappen von Ried (bei Mering)
Gespalten von rot und silber und in verwechselten Farben (Wappen von Schwabbruck)